# Yoshida Brothers (álbum)
Yoshida Brothers é o primeiro álbum internacional do duo japonês Yoshida Brothers, lançado no dia 13 de Agosto de 2003.
Este álbum foi lançado no Japão em 2002 com o nome de "Soulful". O Soulful é o terceiro álbum de estúdio da banda. Foi o 40o cd mais vendido do ano no Japão. Com este álbum, eles foram os vencedores do Japan Gold Disc Awards (Álbum do ano).
A música Sprouting (Moyuru) foi usada como tema do trailer principal do filme “SAYURI”.
A faixa Starting on a Journey (Tabidachi) está presente no álbum Domo: 10th Anniversary Collection, uma coletânea com músicas de vários artistas da Domo Records.

## Faixas
01.Starting on a Journey (Tabidachi) - 2:35
	
02.Blooming (Hyakka Ryouran) - 3:47
	
03.Madrugada - 5:14

04.Storm - 4:23

05.A Hill With No Name (Namonaki Oka) - 3:20
		
06.Tsugaru Jyongara Bushi - 6:16

07.Labyrinth - 3:04

08.Sprouting (Moyuru) - 7:54

09.Beyond the Deep Sea (Fukaki Umi No Kanata) - 6:09
		
10.Tsugaru Jyongara Bushi - 4:55

11.Storm - 4:49

## Desempenho em Paradas Musicais

### Álbum
| Ano  | Ranking | Posição | Ref.  |
| ---- | ------- | ------- | ----- |
| 2002 | Oricon  | #40     | [ 3 ] |